# Cilles
Cilles (en grec ancien Κίλλης / Killēs) est un général macédonien du IVe siècle av. J-C. Il sert Ptolémée Ier et est vaincu par Démétrios Ier Poliorcète lors de la bataille de Myus, en 311 av. J.-C.

## Biographie
Cilles est une figure historique très peu connue, en dehors de son affrontement avec Démétrios, lors de la bataille de Myus, où, envoyé par Ptolémée pour écraser décisivement l'Antigonide, il est vaincu par son adversaire,,,. Il est décrit par Plutarque comme étant un ami de Ptolémée. Sa défaite mène à la fin de la troisième guerre des diadoques,.